# Буатава, Витори
Витори Тому Буатава (англ. Vitori Tomu Buatava, родился 1 ноября 1985 года в Мельбурне) — фиджийский и австралийский регбист, выступающий на позициях флай-хава и скрам-хава.

## Биография
С регби познакомился благодаря отцу-фиджийцу, уроженцу местечка Ломаникоро. В 2004 году дебютировал в клубе «Голд-Кост Брейкерз» при Университете Бонда. На профессиональном уровне играл в Италии за команду «Бадия», некоторое время числился в составе команд «Квинсленд Редс» и «Уэстерн Форс». В составе сборной Фиджи сыграл 14 матчей с 2007 по 2011 годы и участвовал в розыгрыше Кубка мира 2011 года (матчи против Намибии, ЮАР, Самоа и Уэльса).
В сезоне 2015/2016 выступал за команду Университета Бонда на позиции флай-хава. Также является игроком команды «Каузарина Бич» из Нового Южного Уэльса, выступал в составе сборной Нового Южного Уэльса. Своей любимой нерегбийной командой называет клуб по австралийскому футболу «Уэст-Кост Иглз», вне регби занимался также баскетболом.